# 中島厚志
中島 厚志（なかじま あつし、1952年12月21日 - ）は、日本の経済学者、エコノミストである。元独立行政法人経済産業研究所理事長。

## 略歴
東京都出身。1975年に東京大学法学部卒業後、日本興業銀行に入行。
調査部主任部員、国際営業第一部課長、産業調査部副部長、パリ支店長、パリ興銀社長などを歴任、2000年調査部長。
2003年、みずほコーポレート銀行執行役員調査部長兼みずほ総合研究所執行役員チーフエコノミスト。04年4月よりみずほ総合研究所専務執行役員調査本部長。
2011年4月、独立行政法人経済産業研究所理事長に就任。2020年4月、経済産業研究所コンサルティングフェロー。
2020年4月、新潟県立大学国際経済学部教授。
2020年6月、公益財団法人日仏会館理事長。
2023年4月、新潟県立大学北東アジア研究所所長・教授。
2025年7月、日本証券金融株式会社エグゼクティブエコノミックアドバイザー
法務省「出入国管理政策懇談会」委員（法務大臣の私的懇談会）、経済団体連合会「経営労働政策委員会」アドバイザー、明治大学専門職大学院グローバル・ビジネス研究科特別招聘教授。
フランスに12年間居住経験があり、フランス語に堪能。

## 著作
- 『日本経済のリスクシナリオ』（日本経済新聞社）
- 『中国「人民元」の挑戦―アジアの基軸通貨を目指す人民元』東洋経済新報社、2004年
- 『世界経済 連鎖する危機―「金融危機」「世界同時不況」の行方を読む』東洋経済新報社、2009年、吉崎達彦、塚崎公義との共著
- 『日本の突破口』東洋経済新報社、2011年
- 『大過剰ーヒト・モノ・カネ・エネルギーが世界を飲み込む』日本経済新聞出版社、2017年
- 『国際経済学』日本評論社、2025年、鎌田伊佐生との共著

## テレビ出演
- ワールドビジネスサテライト　コメンテーター、2000年～2011年3月28日
- ニュースモーニングサテライト　レギュラー、2013年～2024年